# أوسكار رامون ناخيرا
أوسكار رامون ناخيرا (بالإسبانية: Óscar Ramón Nájera)‏ هو سياسي هندوراسي، ولد في 12 ديسمبر 1950. انتخب نائب في المؤتمر الوطني في هندوراس.